# Spoorlijn 92
Spoorlijn 92 was een Belgische spoorlijn die Péruwelz verbond met Frankrijk. De lijn was slechts 2,1 km lang.

## Geschiedenis
Op 9 augustus 1874 werd de spoorlijn officieel geopend door de Belgische Staatsspoorwegen. In Frankrijk sloot deze aan op de spoorlijn van de private spoorwegmaatschappij Compagnie des Mines et du Chemin de fer d'Anzin die in 1831 was opgericht om de steenkoolmijnen rond Denain en Somain met elkaar te verbinden. De uitbreiding naar Péruwelz was bedoeld om een uitweg te hebben naar de Belgische markt.

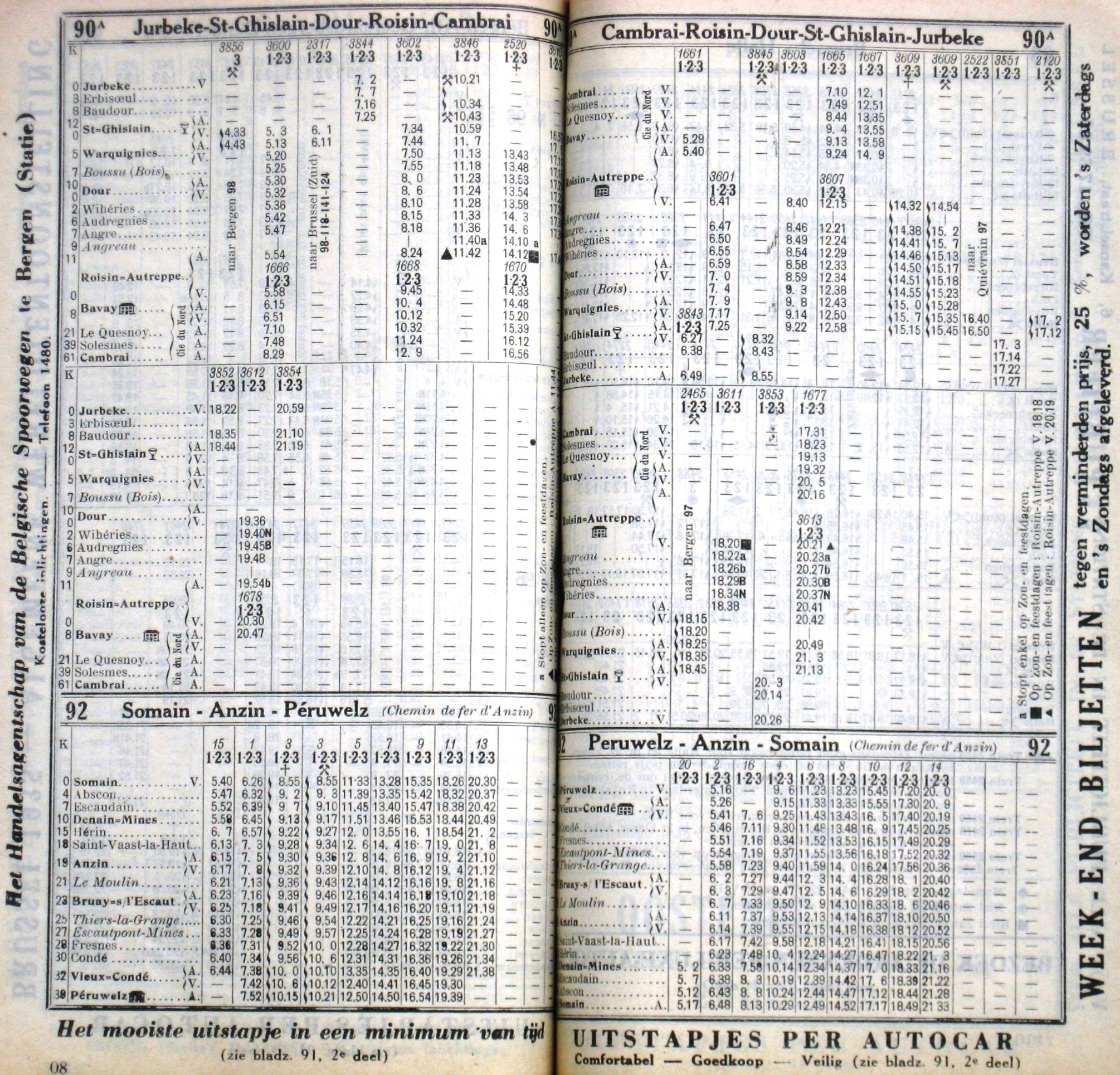
Onderaan de dienstregeling van 92 in de Zomer van 1933

 Hoewel de spoorlijn vooral was aangelegd voor het goederenverkeer werd de lijn ook veel gebruikt voor het reizigersverkeer. Zowel goederen- als reizigersverkeer werden door de Franse spoorwegmaatschappij geëxploiteerd.
Het reizigersverkeer tussen Péruwelz en Vieux-Condé werd stopgezet op 16 april 1963. Vanaf 1967 werden in de streek steeds meer mijnen gesloten waardoor het goederenverkeer op het korte Belgische lijntje op 31 december 1973 werd stopgezet. De Belgische spoorlijn werd in 1978 definitief buiten dienst gesteld en daarna opgebroken. Op de bedding werd een wandel- en fietspad aangelegd als onderdeel van het RAVeL-netwerk.

## Aansluitingen
In de volgende plaatsen is of was er een aansluiting op de volgende spoorlijnen:
Péruwelz
Spoorlijn 78 tussen Saint-Ghislain en Doornik
Péruwelz grens
Spoorlijn Somain - Vieux-Condé voor het Frans traject tot Somain.